# Peter Podlunšek
Peter Podlunšek (Trbovlje, 25 de mayo de 1970) es un piloto acrobático esloveno que compitió en la Red Bull Air Race World Championship entre 2014 y 2017. Sus mejores resultados llegaron en la Challenger Class en la que quedó 9.º en 2014 y se proclamó subcampeón en 2015.
Después del subcampeonato logrado en 2015 dio el salto a la Master Class en la que quedó 13.º en 2016 y 12.º en 2017. Tras la temporada 2017 se retiró.

## Resultados

### Challenger class
| Peter Podlunšek en el Red Bull Air Race World Championship | Peter Podlunšek en el Red Bull Air Race World Championship | Peter Podlunšek en el Red Bull Air Race World Championship | Peter Podlunšek en el Red Bull Air Race World Championship | Peter Podlunšek en el Red Bull Air Race World Championship | Peter Podlunšek en el Red Bull Air Race World Championship | Peter Podlunšek en el Red Bull Air Race World Championship | Peter Podlunšek en el Red Bull Air Race World Championship | Peter Podlunšek en el Red Bull Air Race World Championship | Peter Podlunšek en el Red Bull Air Race World Championship | Peter Podlunšek en el Red Bull Air Race World Championship | Peter Podlunšek en el Red Bull Air Race World Championship |
| Año                                                        | 1                                                          | 2                                                          | 3                                                          | 4                                                          | 5                                                          | 6                                                          | 7                                                          | 8                                                          | Puntos                                                     | Victorias                                                  | Ranking                                                    |
| ---------------------------------------------------------- | ---------------------------------------------------------- | ---------------------------------------------------------- | ---------------------------------------------------------- | ---------------------------------------------------------- | ---------------------------------------------------------- | ---------------------------------------------------------- | ---------------------------------------------------------- | ---------------------------------------------------------- | ---------------------------------------------------------- | ---------------------------------------------------------- | ---------------------------------------------------------- |
| 2014                                                       | DNP                                                        | 3rd6                                                       | 5th2                                                       | DNP                                                        | 5th2                                                       | 4th4                                                       | DNP                                                        | DNP                                                        | 12                                                         | 0                                                          | 9th                                                        |
| 2015                                                       | DNP                                                        | 6th0                                                       | 4th4                                                       | 3rd6                                                       | 4th4                                                       | 4th4                                                       | 2nd8                                                       | 2nd                                                        | 18                                                         | 0                                                          | 2nd                                                        |

### Master Class
| Año  | 1              | 2             | 3          | 4                  | 5          | 6            | 7                 | 8                 | Puntos | Victorias | Ranking |
| ---- | -------------- | ------------- | ---------- | ------------------ | ---------- | ------------ | ----------------- | ----------------- | ------ | --------- | ------- |
| 2016 | Abu Dhabi 13th | Spielberg 8th | Chiba 11th | Budapest 12th      | Ascot 10th | Lausitz 13th | Indianapolis 11th | Las Vegas CAN     | 4      | 0         | 13th    |
| 2017 | Abu Dhabi DSQ  | San Diego 2nd | Chiba 12th | Budapest 13th(DNS) | Kazan 14th | Porto 9th    | Lausitz 13th      | Indianapolis 14th | 14     | 0         | 12th    |

Significado de símbolos:
- CAN: Cancelado
- DNP: No participó
- DNQ: No se clasificó
- DSQ: Descalificado